# Георг Фідлер
Георг Фідлер (нім. Georg Fiedler; 4 травня 1881, Бреслау — 21 січня 1959, Екернферде) — німецький військовий ветеринар, доктор ветеринарії, генерал-майор ветеринарної служби вермахту (1 листопада 1942).

## Біографія
В 1902 році вступив в Прусську армію. З 1 квітня 1910 року — ветеринар 52-го польового артилерійського полку. Учасник Першої світової війни, в 1914/18 роках — головний ветеринар спочатку 55-го польового артилерійського, потім — 8-го уланського полку. Після демобілізації армії залишений в рейхсвері. З 1921 року — ветеринар 1-го батальйону зв'язку. З 1924 року — головний ветеринар 12-го піхотного полку, з 1 жовтня 1932 року — 2-ї дивізії. 28 лютого 1933 року вийшов у відставку.
1 липня 1938 року переданий в розпорядження вермахту. З 26 серпня 1939 по 31 грудня 1942 року — головний ветеринар 2-го армійського корпусу. 31 серпня 1943 року звільнений у відставку.

## Нагороди
- Медаль «За вислугу років» (Пруссія) 3-го класу (1911)
- Залізний хрест 2-го і 1-го класу
- Почесний хрест ветерана війни з мечами
- Медаль «За Атлантичний вал»
- Хрест Воєнних заслуг 2-го і 1-го класу з мечами
- Медаль «За зимову кампанію на Сході 1941/42»